# Nowy Dwór Królewski
Nowy Dwór Królewski és un municipi de Polònia, situat al districte de Kujawsko-Pomorskie i que es va constituir a l'edat mitjana. Al poble hi ha un palau.

## Galeria d'imatges

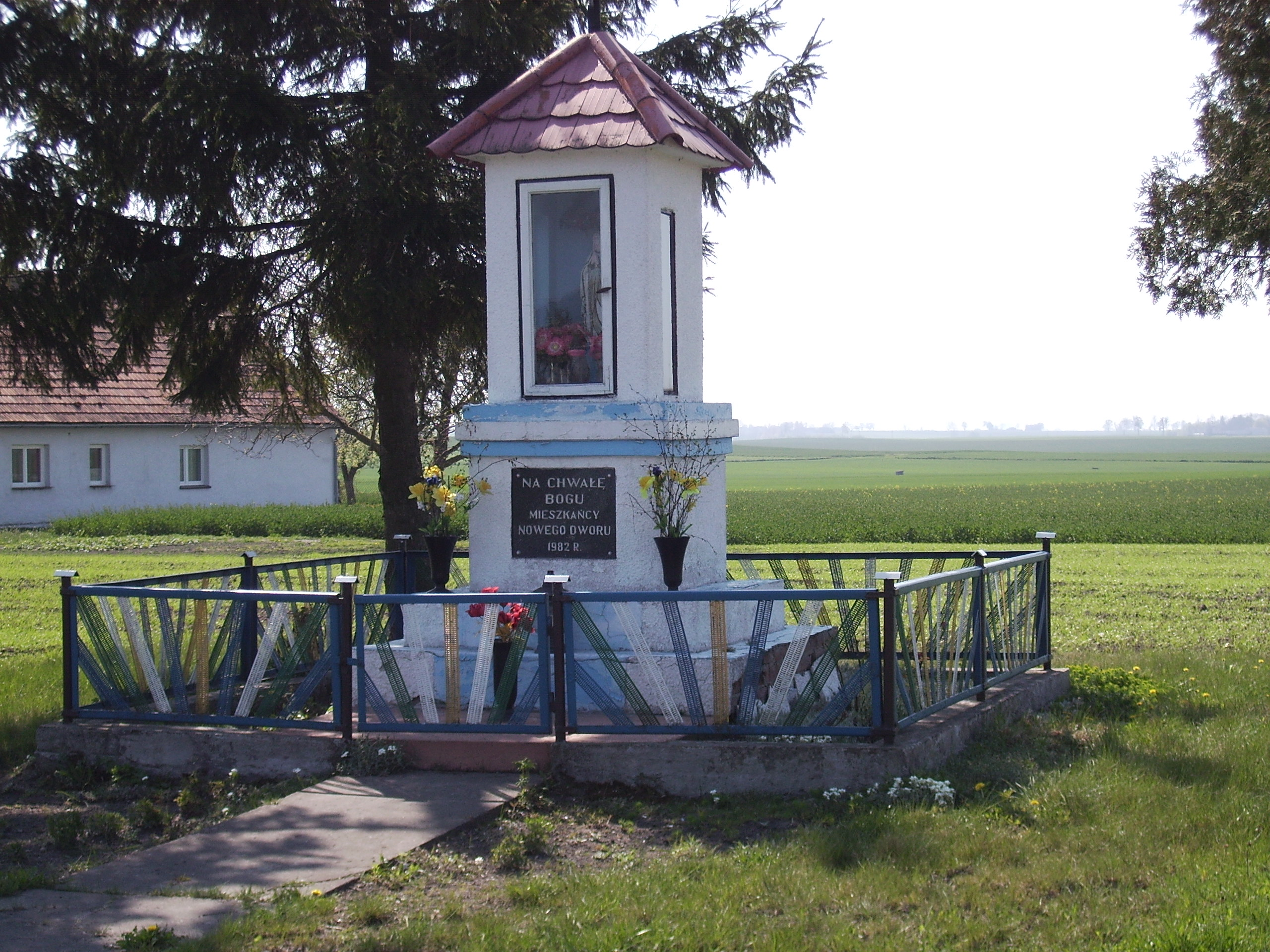